# ألان بي. والش
ألان بي. والش (بالإنجليزية: Allan B. Walsh)‏ هو سياسي أمريكي، ولد في 29 أغسطس 1874 في الولايات المتحدة، وتوفي في 5 أغسطس 1953 في نفس البلد. حزبياً، نشط في الحزب الديمقراطي. وقد انتخب عضو جمعية نيوجيرسي العامة وانتخب عضو مجلس النواب الأمريكي.